# جونكو شيماكاتا
جونكو شيماكاتا (嶋方 淳子 شيماكاتا جونكو) هي مؤدية أصوات يابانية تعمل لصالح أوني برودكشن. وُلدت في 12 أغسطس 1967 في كاناغاوا

## وصلات خارجية
- جونكو شيماكاتا  في شبكة أخبار الأنمي (بالإنجليزية)
- جونكو شيماكاتا على موقع IMDb (الإنجليزية)
- جونكو شيماكاتا على موقع ميوزك برينز (الإنجليزية)
- جونكو شيماكاتا على موقع قاعدة بيانات الفيلم (الإنجليزية)
- جونكو شيماكاتا على موقع كينوبويسك (الروسية)
- جونكو شيماكاتا على موقع ANN person (الإنجليزية)

 (بالإنجليزية)